# Кшишковиці (Мазовецьке воєводство)
Кшишковиці (пол. Krzyszkowice) — село в Польщі, у гміні Пшитик Радомського повіту Мазовецького воєводства.
Населення — 273 особи (2011).
У 1975-1998 роках село належало до Радомського воєводства.

## Демографія
Демографічна структура станом на 31 березня 2011 року:
|          | Загалом | Допрацездатний вік | Працездатний вік | Постпрацездатний вік |
| -------- | ------- | ------------------ | ---------------- | -------------------- |
| Чоловіки | 140     | 29                 | 95               | 16                   |
| Жінки    | 133     | 27                 | 75               | 31                   |
| Разом    | 273     | 56                 | 170              | 47                   |